# Шустов Борис Олексійович
Бори́с Олексі́йович Шу́стов (* 1880 — 1945) — дендролог і лісівник родом із Чернігівщини.
Професор Харківського сільськогосподарського інституту. Шустов склав таблиці росту соснових і дубових деревостанів в Україні. Опублікував «Лісову допоміжну книжку» (1926).
Був ініціатором заснування лісової професійної школи на основі Чугуєво-Бабчанського навчально-дослідного лісництва.
Засланий большевиками у 1930-х роках за оборону від знищення Славутських лісів. Після ліквідації Всеукраїнського управління лісами професорів Олександра Марченка, Валер'яна Гурського, Бориса Шустова, О. І. Колесникова заарештовують, звинувативши у завищенні віку рубки головного користування (з метою збереження колишніх поміщицьких лісів), у намаганні перетворення деяких масивів в заповідники.